# Vesitükimaa
Vesitükimaa este o arie protejată (arie specială de conservare — SAC, sit de importanță comunitară — SCI) din Estonia întinsă pe o suprafață de 1.267,3 ha, integral pe uscat.

## Localizare
Centrul sitului Vesitükimaa este situat la coordonatele 57°55′26″N 22°01′09″E / 57.9238°N 22.0192°E.

## Înființare
Situl Vesitükimaa a fost declarat sit de importanță comunitară în aprilie 2004 pentru a proteja 1 specie de plante și 1 specie de animale. Situl a fost protejat și ca arie specială de conservare în mai 2007.

## Biodiversitate
Situată în ecoregiunile boreală și marină baltică, aria protejată conține 14 habitate naturale: Recifuri, Vegetație anuală la limita mareei, Vegetație perenă pe țărmurile stâncoase, Salicornia și alte specii anuale care populează regiunile mlăștinoase și nisipoase, Insulițe și insule mici din Baltica boreală, Pășuni de coastă din Baltica boreală, Litoraluri nisipoase din Baltica boreală cu vegetație perenă, Dune de coastă fixe cu vegetație erbacee („dune gri”), Formațiuni de Juniperus communis pe lande sau pajiști calcaroase, Pajiști uscate seminaturale și facies de acoperire cu tufișuri pe substraturi calcaroase (Festuco-Brometalia) (* situri importante pentru orhidee), Alvar nordic și șisturi calcaroase precambriene, Pajiști cu Molinia pe soluri calcaroase, turboase sau argilos-nămoloase (Molinion caeruleae), Mlaștini calcaroase cu Cladium mariscus și specii de Caricion davallianae, Păduri caducifoliate de mlaștină fino-scandinave.
La baza desemnării sitului se află mai multe specii protejate:
- plante (1): Angelica palustris
- mamifere (1): Halichoerus grypus

Pe lângă speciile protejate, pe teritoriul sitului au mai fost identificate 6 specii de plante.